# Alexandra Pianelli
Alexandra Pianelli est une scénariste, réalisatrice et cinéaste française.

## Biographie
Alexandra Pianelli est diplômée de l'École supérieure des arts décoratifs de Strasbourg. Elle articule son travail autour de la quête de l’autre, et réalise des films sur ses différentes expériences de jobs alimentaires.
En 2021, Alexandra Pianelli réalise Le Kiosque, un premier long métrage documentaire, sélectionné dans de nombreux festivals,,. En qualité de fille, petite-fille et arrière-petite fille de kiosquiers, elle décide comme dans un vieux rêve d’enfant, de jouer à la marchande dans son kiosque. La réalisatrice filme pendant six années au smartphone, avec humour et tendresse une clientèle détonante et les coulisses d'un métier en pleine disparition,,,,.

## Filmographie

### Courts métrages
- 2007-2025 : Correspondance- collaboration Zoe Chantre
- 2007 : Predator 1 & 2
- 2008 : Fenêtres sur cour (Quelque chose de Tennessee)
- 2010 : Queen of the Night
- 2011 : Giro Giro Tondo
- 2013 : BangBang you shot me down - collaboration Zoe Chantre

### Longs métrages
- 2021 : Le Kiosque

## Publications
- Confidences de boutons de Zoe Chantre et Alexandra Pianelli, Candide, 2006,  (ISBN 9782952564809) (BNF 40965276).
- Projections Privées - Carnet de route de Zoe Chantre et Alexandra Pianelli, (ed. Rives Dangereuses, 500 ex.) 2008.